# Federico Macheda
Federico Macheda. (Sinh ngày 22 tháng 8 năm 1991) là một cầu thủ bóng đá người Ý đang chơi ở vị trí tiền đạo cho câu lạc bộ Ankaragücü ở giải Süper Lig của Thổ Nhĩ Kỳ. Anh gia nhập Manchester United từ Lazio vào tháng 9 năm 2007.

## Sự nghiệp

### Sự nghiệp sớm
Sinh ra tại Roma, Macheda bắt đầu sự nghiệp bóng đá của mình với CLB địa phương Lazio. Tuy nhiên, do quy định cấm ký kết hợp đồng chuyên nghiệp với cầu thủ dưới 18 tuổi của bóng đá Ý, anh không thường xuyên chơi cho câu lạc bộ, và ngay sau sinh nhật lần thứ 16 của mình, anh đã được ký kết hợp đồng với CLB Manchester United của Anh, nơi quy định cho phép ký kết hợp đồng với cầu thủ 16 tuổi trở lên. Sau gia đình tái định cư đến Anh, "Kiko" chính thức gia nhập câu lạc bộ như là một học viên, ngày 16 tháng 9 năm 2007, và bắt đầu một học bổng ba năm tại Học viện của câu lạc bộ.

### Manchester United
Federico Macheda có lần ra mắt đầu tiên tại đội một của Manchester United trong trận đấu với Aston Villa ở giải ngoại hạng Anh. Chân sút người Ý ghi bàn thắng quyết định ở phút bù giờ cuối cùng đưa MU trở lại ngôi đầu bảng. Trận đấu tiếp theo ở giải ngoại hạng trước Sunderland, anh tiếp tục ghi bàn khi bóng đã đi trúng vào chân anh từ cú sút của Carrick và giúp United thắng chung cuộc 2-1.
Vào ngày 22/8/2008, đúng vào sinh nhật lần thứ 17 của Macheda, MU chính thức ký hợp đồng chuyên nghiệp với tiền đạo trẻ tuổi này và anh sẽ gắn bó với Manchester United tới tháng 6/2014.
Macheda đã từng lập 1 hat-trick trong trận đấu giao hữu giữa MU và Newcastle và thêm 2 bàn thắng nữa trong trận đấu với Everton.
Ngày 03 tháng 4 năm 2010, Macheda vào sân từ băng ghế dự bị trong trận đấu với Chelsea tại sân nhà Old Trafford và ghi một bàn thắng may mắn, các cầu thủ Chelsea cho là bóng đã trúng tay anh trước khi lăn vào lưới nhưng cuối cùng bàn thắng vẫn được các trọng tài chấp nhận. Tuy nhiên bàn thắng đó chỉ giúp United rút ngắn tỉ số xuống còn 2-1 chứ không thể giúp M.U chiến thắng trong trận đấu được gọi là "chung kết" của mùa giải và Chelsea đã lên ngôi đầu bảng sau trận đấu đó.

### Sự nghiệp quốc tế
Ở Giải vô địch bóng đá U-21 châu Âu 2009, Macheda đã có tên trong đội hình sơ bộ 40 người, do được quyền giảm đến 23 thành viên trong thời gian diễn ra giải đấu. Tuy nhiên, Macheda bị loại ra và đã không có tên trong đội hình cuối cùng.
Ngày 12 tháng 8 năm 2009, anh có trận ra mắt cho U-21 Ý trong một trận giao hữu với Nga.

## Thống kê sự nghiệp
Tính đến hết mùa giải 2014–15
| Câu lạc bộ                 | Mùa giải       | Giải quốc nội       | Giải quốc nội | Giải quốc nội | Cúp quốc gia | Cúp quốc gia | Cúp liên đoàn | Cúp liên đoàn | Châu Âu | Châu Âu | Khác | Khác | Tổng cộng | Tổng cộng |
| Câu lạc bộ                 | Mùa giải       | Hạng                | Trận          | Bàn           | Trận         | Bàn          | Trận          | Bàn           | Trận    | Bàn     | Trận | Bàn  | Trận      | Bàn       |
| -------------------------- | -------------- | ------------------- | ------------- | ------------- | ------------ | ------------ | ------------- | ------------- | ------- | ------- | ---- | ---- | --------- | --------- |
| Manchester United          | 2008–09        | Premier League      | 4             | 2             | 1            | 0            | 0             | 0             | 0       | 0       | 0    | 0    | 5         | 2         |
| Manchester United          | 2009–10        | Premier League      | 5             | 1             | 0            | 0            | 3             | 0             | 2{      | 0       | 0    | 0    | 10        | 1         |
| Manchester United          | 2010–11        | Premier League      | 7             | 1             | —            | —            | 3             | 0             | 2       | 0       | 0    | 0    | 12        | 1         |
| Manchester United          | 2011–12        | Premier League      | 3             | 0             | —            | —            | 2             | 1             | 1       | 0       | 0    | 0    | 6         | 1         |
| Manchester United          | 2012–13        | Premier League      | 0             | 0             | 0            | 0            | 1             | 0             | 2       | 0       | —    | —    | 3         | 0         |
| Manchester United          | 2013–14        | Premier League      | 0             | 0             | 0            | 0            | 0             | 0             | 0       | 0       | 0    | 0    | 0         | 0         |
| Manchester United          | Tổng cộng      | Tổng cộng           | 19            | 4             | 1            | 0            | 9             | 1             | 7       | 0       | 0    | 0    | 36        | 5         |
| Sampdoria (mượn)           | 2010–11        | Serie A             | 14            | 0             | 2            | 1            | —             | —             | —       | —       | —    | —    | 16        | 1         |
| Queens Park Rangers (mượn) | 2011–12        | Premier League      | 3             | 0             | 3            | 0            | —             | —             | —       | —       | —    | —    | 6         | 0         |
| VfB Stuttgart (mượn)       | 2012–13        | Bundesliga          | 14            | 0             | 1            | 0            | —             | —             | 3       | 0       | —    | —    | 18        | 0         |
| Doncaster Rovers (mượn)    | 2013–14        | Championship        | 15            | 3             | —            | —            | —             | —             | —       | —       | —    | —    | 15        | 3         |
| Birmingham City (mượn)     | 2013–14        | Championship        | 18            | 10            | —            | —            | —             | —             | —       | —       | —    | —    | 18        | 10        |
| Cardiff City               | 2014–15        | Championship        | 21            | 6             | 2            | 0            | 2             | 2             | —       | —       | —    | —    | 25        | 8         |
| Cardiff City               | 2015–16        | Championship        | 0             | 0             | 0            | 0            | 0             | 0             | —       | —       | —    | —    | 0         | 0         |
| NOVARA                     | 2016-17        | Serie B             | 30            | 3             |              |              |               |               |         |         |      |      | 30        | 3         |
| NOVARA                     | 2017-18        | Serie B             | 21            | 7             | 1            | 1            |               |               |         |         |      |      | 22        | 8         |
| PANATHINAIKOS              | 2018-19        | Super League Greexe | 26            | 10            |              |              |               |               |         |         |      |      | 26        | 10        |
| PANATHINAIKOS              | 2019-20        | Super League Greexe | 23            | 12            |              |              |               |               |         |         |      |      | 23        | 12        |
| Tổng sự nghiệp             | Tổng sự nghiệp | Tổng sự nghiệp      | 190           | 55            | 10           | 2            | 11            | 3             | 10      | 0       | 0    | 0    | 235       | 60        |

## Danh hiệu
Manchester United
- Football League Cup: 2009–10[6]

Panathinaikos
- Greek Cup: 2021–22